# Зиая, Витольд
Витольд Зиая (пол. Witold Ziaja, 16 ноября 1940, Семяновице-Слёнске, Польша) — польский хоккеист (хоккей на траве), полузащитник, тренер.

## Биография
Витольд Зиая родился 16 ноября 1940 года в польском городе Семяновице-Слёнске.
Окончил профессиональное училище по специальности телемеханика.
В 1952—1972 годах играл в хоккей на траве за «Семяновичанку».
В 1960 году вошёл в состав сборной Польши по хоккею на траве на Олимпийских играх в Риме, занявшей 12-е место. В матчах не участвовал.
В 1972 году вошёл в состав сборной Польши по хоккею на траве на Олимпийских играх в Мюнхене, занявшей 11-е место. Играл на позиции полузащитника, провёл 6 матчей, забил 3 мяча (два в ворота сборной Индии, один — Мексики).
В 1958—1972 годах провёл за сборную Польши 79 матчей, забил 18 мячей. Был капитаном команды.
Заслуженный мастер спорта Польши (1971).
После окончания игровой карьеры работал тренером. В 1973 году тренировал женскую сборную Австрии по хоккею на траве, в 1974—1980 годах — мужскую сборную Польши, в 1981—1983 годах — мужскую сборную Швейцарии.
Жил в Гамбурге.

## Семья
Происходит из хоккейной семьи. Отец Герхард Зиая и его братья Альфред, Эрнест и Артур были основоположниками хоккея на траве в Силезии, выступали за «Семяновичанку».
Мать — Магдалена Жепчик.
Женат на Урсуле Хильдебрандт; сын Александр и дочь Каролина Беата.